# Peter Sundberg (bildhuggare)
Peter Sundberg, född 1750, död okänt år, var en svensk bildhuggare.
Han ingick äktenskap med Anna Elisabet Öhman 1781 i Stockholm. Sundberg utbildades till bildhuggare av Olof Berggren och finns omnämnd som lärling 1775. Han anställdes 1781 som galjonsbildhuggare vid örlogsvarvet i Karlskrona men avskedades efter mycket kort tid på grund av inkompetens och efterträddes av Johan Törnström. 